# 短角赤车
短角赤车（学名：Pellionia brachyceras）为荨麻科赤车属下的一个种。